# Tormenta tropical Guillermo (2009)
La tormenta tropical Guillermo, a las pocas horas de ayer un área de baja presión, en el Pacífico forma una depresión tropical la cual empezó a fortalecerse convirtiéndose en una tormenta tropical la cual obtuvo el nombre de Tormenta Tropical Guillermo, donde la presión mínima de la tormenta es de 1000 hPa. 
La tormenta afecta las costas de México con fuertes lluvias, marea y vientos. 
La tormenta comenzó a intensificarse el 15 de agosto de 2009 a huracán categoría 3, en la escala de Saffir-Simpson.
- Datos: Q6149220